# Más (песня Рики Мартина)
«Más» (рус. Больше) — второй сингл с альбома Рики Мартина Música + Alma + Sexo. Он был выпущен цифровой дистрибуцией 5 апреля 2011.

## Предпосылка
В интервью Billboard Мартин описал трек: «Он мог быть из 80-х или 90-х или с прошлогодней весны. В зависимости от того, к какому поколению вы принадлежите. Мартин заявил, что хотел сделать „трек слегка танцевальным и далеким от того, что вы обычно делаете в жизни“. И [он] добавил нескольких персонажей, которые являются артистами, к примеру, „Тико“ с его бумбоксом на Манхэттене. [Он] придумал их, но они все реальные.»

## Отзывы критиков
New York Post был очень позитивен в оценке песни: «есть что-то захватывающее в блестящей латиноамериканской поп-мелодии: „Más“, в которой Мартин пытается уловить дух начала 90-х на улицах Испанского Гарлема». Джои Герра из Houston Chronicle похвалил песню, сказав: "Más — это пиетет голодным артистам (андеграундному DJ, неопытной модели), она усовершенствовалась по сравнению с последними хитами «The Cup of Life» и «Livin' la Vida Loca». Грэйс Бэстидас из Latina дал позитивную рецензию: «„Más“ — это оптимистичный танцевальный трек об использовании всего наилучшего, что может предложить жизнь, не заботясь о мнениях других. Она стремится взбудоражить нас всех, как это сделал „The Cup of Life“ в 1999 г.» Джон Пэрелес из The New York Times написал: «Подвижные ритмы старого диско как те, что стали хитами у Леди Гаги и The Black Eyed Peas, есть и в „Más“ („Больше“), песне о людях с мечтами, которые приехали в большой город». Дейла Кобо из Billboard сказала: «„Más“ — это предложение потанцевать со словами, которые подталкивают слушателей праздновать всю ночь».

## Клип
Рики Мартин выпусти клип для «Más» 28 апреля 2011 г. Его снял Саймон Брэнд во время открытия турне Música + Alma + Sexo World Tour в Пуэрто-Рико.
Видео передало энергию Мартина на сцене с его танцорами и музыкантами, дух шоу с аплодисментами пуэрто-риканских зрителей во время его четырёх аншлаговых выступлений в марте 2011 г.

## Ремиксы и другие версии
2 апреля 2011 Рики Мартин записал «Freak of Nature», англоязычную версию «Más». Wally López Bilingual Remix был выпущен 13 июня 2011 г. «Más» (Ремиксы) был выпущен 14 июня 2011 г. в США. На нём содержатся ремиксы Ральфи Розарио и Уолли Лопеса. «Más» (Wally López Remixes) был выпущен в Европе 8 июля 2011 г. В него вошли три ремикса Лопеса. «Más» (Wally Bilingual Remix) был также включен только в британский 17: Greatest Hits.

## Продвижение
Рики Мартин дал интервью и позже исполнил «Freak of Nature» на передаче The Tonight Show with Jay Leno 3 мая 2011 г. Он также исполнил попурри из «Frío/Más» во время Premios Juventud 21 июля 2011 г.

## Форматы и трек-листы
Europe and Brazil Digital single
1. «Más» — 4:09

US, UK, Europe and Brazil Digital single
1. «Más» (Wally Bilingual Remix) — 4:27

Digital EP (US)
1. «Más» — 4:09
2. «Más» (Ralphi Rosario Spanish Radio Remix) — 4:08
3. «Más» (Wally López Ibiza Es Más Radio RMX) — 4:27

Digital EP (Europe)
1. «Más» (Wally López Factomania In Miami RMX) — 4:20
2. «Más» (Wally López Ibiza Es Más Radio RMX) — 4:27
3. «Más» (Wally López Ibiza Es Más RMX) — 7:11

## Чарты и сертификации
| Чарт (2011)                       | Наивысшая позиция |
| --------------------------------- | ----------------- |
| Spanish Singles Chart             | 43                |
| US Billboard Hot Dance Club Songs | 7                 |
| US Billboard Hot Latin Songs      | 13                |
| US Billboard Latin Pop Songs      | 2                 |
| US Billboard Tropical Songs       | 30                |

| Чарт (2011)                  | Позиция |
| ---------------------------- | ------- |
| US Billboard Latin Pop Songs | 28      |

### Сертификации
| Страна            | Сертификации | Продажи |
| ----------------- | ------------ | ------- |
| Mexico (AMPROFON) | Gold         | 30,000  |